# النادي الحمصي بالبرازيل
النادي الحمصي هو نادٍ ثقافي اجتماعي ورياضي تأسس عام 1920 م في ساو باولو بالبرازيل. يضم حماصنة، إذ إن الحماصنة كانوا يشكلون النسبة الكبرى من المهاجرين السوريين في أمريكا اللاتينيةـ بين عامي 1910 و1930، وأسهم في تأسيسه أدباء كبار مثل جبران خليل جبران وسليمان البستاني والمطران أثنا سيوس عطا الله الحمصي، على الرغم من أن النادي لم يتخصص في الأدب، ولكن قد برز منه بعض الأدباء مثل داود قسطنطين الخوري، ونصر سمعان.

## قائمة المؤسسين
- نصر سمعان
- جورج أطلس
- سلوى سلامة
- ميخائيل ملوحي
- توفيق بندقي
- نديم شحفة
- صادق حموي
- أمين فركوح
- جميل خوري
- داود شكور
- عارف خوري
- إسبر خوري
- رزق الله نمور
- إبراهيم شكور
- شفيق خوري
- رشيد ديب
- سليم سعد
- عبد المسيح يونس
- أنطوان جراب
- ضومط ملوحي
- زكي ديب
- شكري سرياني
- بديع فاكهاني
- أمين سرياني
- جبران عيسى بندقي